# Kalvs kyrka
Kalvs kyrka är en kyrkobyggnad i Kalv i Svenljunga kommun. Den tillhör sedan 2006 Kindaholms församling (tidigare Kalvs församling) i Göteborgs stift.

## Historia
Bevarade medeltida inventarier: dopfunt från 1200-talet, rökelsekar och några träskulpturer tyder på att det funnits en kyrka, säkerligen av trä, redan under medeltiden. År 1671 uppfördes en träkyrka med väggmålningar. Den var spånbeklädd och långhuset hade måtten 11,4 x 9,6 meter, medan koret mätte 7,2 x 7,5 meter. Vid västgaveln fanns ett trätorn uppfört 1708. I en beskrivning från 1830 befanns kyrkan vara för liten och i ett dåligt och förfallet skick.

## Kyrkobyggnaden
En ny kyrka i romansk stil uppfördes 1837-1842 i sten med torn av församlingen själva under stora umbäranden, bland annat transport av större kullrig sten för grunden. Byggnaden hade flera stora välvda fönster. Kyrkan förstördes 1896 genom en brand lördagen 6 juni genom åsknedslag som skedde på fredagen där det hela blivit fördröjd antändning (vid tiden var det fruktansvärd åska med blixtar över hela nejden). Den första lågan började synas i själva torntoppen så församlingen hade ingen möjlighet att komma åt det. Kyrkan hade ingen åskledare men var försäkrad. Det som kunde räddas var de två nyare värmeugnarna från Bolinders mekaniska verkstad i Stockholm, insatta i juli 1893, ljusstakar, ljuskronor, kyrksilver, nummertavlor, altare och arkivet. Kyrkklockorna som gjutits i Jönköping, smälte och malmen gick igenom flera trosslager i tornet så knappt någon malm kunde ihopsamlas för gjutning av ny klocka.
Nya kyrkobyggnaden
Murarna var dock i stort sett bevarade och nuvarande kyrka byggdes åren 1898-1899 efter ritningar av arkitekt Carl Crispin. Entreprenörbyggmästare var J. A. Gustafsson i Göteborg. Kontrakt löd på att kyrkan skulle stå klar 1:a  söndagen i Advent 1899 till en kostnad av 28 000 kr. Virke kunde tas från prästboställets skog. Den nya kyrkobyggnaden blev kortare än den förra då den förra ansetts för stor i förhållande till församlingsstorleken. Arbetet blev fördröjt genom väderhinder både 1898 som 1899 och även att grunden inte var så bra där det inte hittades någon berggrund för tornet utan den har fått förstärkas. Vidare fick man riva en hörna av den gamla muren (högra sidan vid koret och sakristian) då den inte höll för en påbyggnad och en ny förstärkt murdel fick byggas upp och transporten av kalk var under dåligt väglag med lång sträcka på 2 mil. Takstolar med tak stod färdigt i november 1898. 1899 hade bland annat priser för plåt till täckning av tak och torn gått upp och merkostnaderna utöver kontraktskostnaden fick Gustafsson ta på sig men utförde ändå ett gediget arbete. Han fick någon ekonomisk kompensation av församlingen. Plåtslageriarbetena utfördes av plåtslagarmästare S. E. Olsson i Göteborg. Snickeriarbetena för hela inredningen utom predikstol och altarskrank utfördes av snickerimästare C. Erlandsson i Frölunda. Måleriarbetet i kyrkan utfördes av målarmästare Bernhard Martin Wallström i Gamla Lödöse. Fredagen 24 augusti år 1900 invigdes den nya kyrkobyggnaden av biskop Edvard Herman Rodhe med assistans av 13 kyrkomän. 
Kyrkan består av ett långhus med nord-sydlig orientering. Vid södra kortsidan finns ett smalare runt kor och vid norra kortsidan ett kyrktorn. Både tornet som långbyggnaden blev högre än i den förra byggnaden. Första renoveringen genomfördes 1922 då golvet lades om. En omfattande renovering genomfördes åren 1952-1953 under ledning av Sture Langö, länsarkitekt i Halmstad. Västra portalen sattes igen och en dopplats anordnades. Nytt innertak sattes in, nya golv lades in och korgolvet höjdes ett steg. 1967 renoverades fasaderna och 1982 genomfördes ännu en fasadrenovering. En invändig ombyggnad genomfördes 2002 efter program av arkitekt Lars Redegard. Ett nytt korgolv lades in och korets upphöjning minskades. Ett nytt altare tillkom. En ny läktarunderbyggnad med glasparti tillkom och vapenhuset byggdes om.

## Inventarier

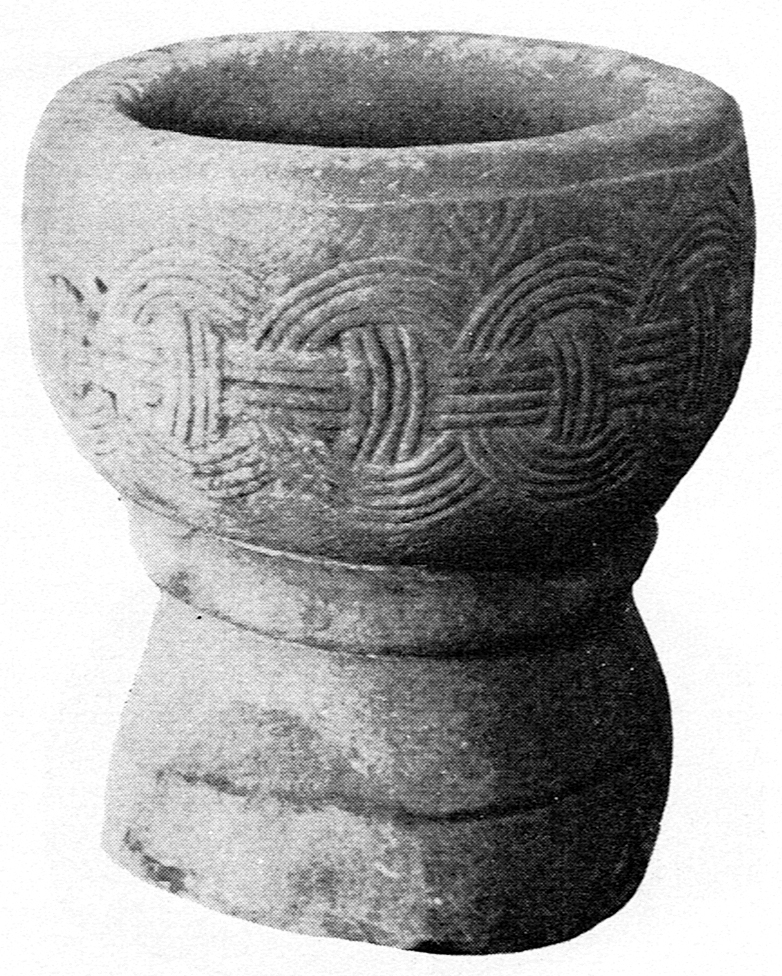
Dopfunten

- Dopfunt av tämligen grov sandsten tillverkad under senare delen av 1100-talet eller början av 1200-talet i ett stycke. Höjd: 75 cm. Den tillhör en grupp funtar i södra Västergötland med förenklade ringkedjor. Cuppan är rundad med en kraftig odekorerad vulst och rundad fot. På livet finns en ringkedjefris. Centralt genomgående uttömningshål. Omfattande skador.[6]
- Träskulpturer ur kalvariegrupp från medeltiden.
- Predikstolen med sexsidig korg blev tillverkad för den nya kyrkan av snickarmästare J. Johansson i Tokabo, Mjöbäck. Den är ombyggd och dekorerad 1953 av konstnären Hans Fagerström.
- Altarskranket är tillverkat för den nya kyrkan av snickarmästare J. Johansson i Tokabo, Mjöbäck.
- Kyrkbänkarna är tillverkade för den nya kyrkan av snickarmästare Alfred Andersson i Mjöbäck.
- Två klockor göts 1897 av K. G. Bergholtz & Co Klockgjuteri i Sigtuna till den nya kyrkan. Den stora väger ca. 800 kilo och den mindre ca. 500 kilo.

### Orgel
- 1702 fanns ett orgelverk i kyrkan.[7]
- Omkring 1773 fanns det lämningar i kyrkan av ett förstört orgelverk.[8]
- 1861 byggde Carl Nilsson, Ullared en orgel med 14 stämmor. Den förstördes i en eldsvåda 6 juni 1896.

Den nuvarande orgeln, tillverkades 1899 av Thorsell & Erikson, Göteborg, och kostade 5 000 kr. Den installerades med 11 stämmor fördelade på två manualer. Den kom med nyare förbättringar. Orgeln avsynades torsdagen 1 mars 1900 av musikdirektör Alfred Lundgren i Varberg som godkände verket och speciellt bälgarnas nyare konstruktion. Den byggdes om 1925 av M. J. & H. Lindegrens Orgelbyggeri, Göteborg. Den har fjorton stämmor fördelade på två manualer och pedal. Orgeln har fasta kombinationer. Den har även mekanisk traktur, rooseweltlådor. Pedalen är helt pneumatisk.
| Huvudverk I    | Svällverk II       | Pedal        | Koppel   |
| Borduna 16´    | Rohrflöte 8´       | Subbas 16´   | I/P      |
| Principal 8´   | Flöte Harmonik 4´  | Octavbas 8´  | II/P     |
| Doppelflöte 8' | Blockflöjt 2'      | Nachthorn 4´ | II/I     |
| Octava 4'      | Sesquialtera 2 kor | Hålflöjt 2'  | II 16'/I |
| Octava 2'      | Crescendosvällare  |              | II 4'/I  |
| Mixtur 3 kor   |                    |              |          |
| Trompet 8'     |                    |              |          |